# Laila Naraghi
Laila Helena Naraghi, född 29 juni 1982 i Uppsala domkyrkoförsamling, Uppsala län, är en svensk politiker (socialdemokrat). Hon är ordinarie riksdagsledamot sedan 2016, invald för Kalmar läns valkrets. Hon var 2014–2016 verksam som politiskt sakkunnig hos utrikesminister Margot Wallström på utrikesdepartementet.

## Politiskt engagemang
Naraghi, som är uppväxt i Oskarshamn,  har varit engagerad i Socialdemokraterna sedan 14 års ålder. Hon var ordförande för Kalmar läns SSU-distrikt 2001–2004, och dessförinnan ordförande för SSU Oskarshamn. Hon engagerade sig mycket i förbundets internationella verksamhet. Naraghi var förbundsstyrelseledamot i SSU 2003–2007. I förbundsstyrelsen var hon ansvarig för internationella frågor, och var vice president i Ecosy. 
På SSU-kongressen 2007 kandiderade hon till ordförande i SSU men förlorade efter votering mot Jytte Guteland. Röstsiffrorna blev 131–115 till Gutelands fördel.
Hon kandiderade till riksdagen för Socialdemokraterna i Kalmar län i valet 2014. Hennes kandidatur var omdiskuterad, och i valberedningens förslag fanns hon inte med alls. Under Socialdemokraternas distriktskongress den 30 november 2013 beslutade medlemmarna i Kalmar län att välja Laila Naraghi till kandidat istället för valberedningens förslag Gunilla Johansson. Röstsiffrorna blev 79–64 (3 ogiltigförklarade) till fördel för Naraghi.
Naraghi fick 1 646 personröster i riksdagsvalet 2014, motsvarande 2,92 procent. Hon blev med de siffrorna den tredje mest kryssade socialdemokratiska kandidaten i Kalmar län, men erhöll inte de fem procent som krävs för att bli inkryssad. Socialdemokraterna tappade det fjärde mandatet i valkretsen, men när Håkan Juholt lämnade riksdagen 2016 blev Naraghi hans efterträdare.
Hon kandiderade också till kommunfullmäktige i Oskarshamn, och blev med 559 röster personvald. Hon lämnade sin plats i kommunfullmäktige i samband med att hon blev politiskt sakkunnig i Utrikesdepartementet. Efter valet 2018 blev hon återigen invald i kommunfullmäktige i Oskarshamns kommun. 
Hon var också tillfällig ordförande i Bildningsnämnden i Oskarshamn maj 2014 till oktober samma år, efter att den tidigare ordföranden lämnat för nytt arbete.

## Anställningar
Naraghi har tidigare arbetat på Olof Palmes Internationella Center (2009–2014) som opinionsbildnings- och pressansvarig, på Folk och Försvar som programansvarig, på Crismart som analytiker, och på socialdemokratiska partistyrelsens expedition.

## Studier
Laila Naraghi har en kandidatexamen i statsvetenskap med inriktning mot krishantering och internationell samverkan från Försvarshögskolan.

## Övriga uppdrag
Naraghi satt tidigare i Svenska FN-förbundets styrelse. Hon är styrelseledamot i Olof Palmes minnesfond.

## Publikationer
- Att våga drömmen, i 75-årsjubileumsboken till Ingvar Carlsson ”Socialdemokratin i krig och fred – Ingvar Carlsson 75 år” från Socialdemokraterna, red. Bjereld, U, Linde, A, Olander, H, och von Sydow, B, Gidlunds förlag, 2010.
- Kan kriser krypa? En begreppsanalys av ”krypande kris”, CRISMART, Försvarshögskolan, Stockholm, 2009.
- Säkerhet och solidaritet. Socialdemokratisk debatt om framtidens säkerhet och försvar, (red.) Arbetarrörelsens Tankesmedja och det socialdemokratiska rådslaget Vår Värld, 2009.
- Carnegiekrisen. Kriskommunikation i politik och finans: på lika villkor? CRISMART, Försvarshögskolan, Stockholm, 2008.
- Kroppslig autonomi, i antologin ”Äga rum”, red. Elf Karlén, M och Palmström, J, Tiden/Norstedts förlag, 2008.